# جون هرت
جون هرت (بالإنجليزية: John Hurt)‏ ممثل إنجليزي (22 يناير 1940 - 27 يناير 2017)، فاز بجائزة البافتا ثلاث مرات عام 1975 كأفضل ممثل تلفزيوني عن دوره في الموظف الحكومي العاري وعام 1978 كأفضل ممثل في دور ثانوي عن دوره في ميدنايت إكسبريس وعام 1980 كأفضل ممثل في دور رئيسي عن دوره في الرجل الفيل، كما حصل على جائزة الغولدن غلوب 1979 لأفضل ممثل مساند عن فيلم ميدنايت إكسبريس.

## مواقع خارجية
- جون هرت على موقع IMDb (الإنجليزية)
- جون هرت على موقع الموسوعة البريطانية (الإنجليزية)
- جون هرت على موقع روتن توميتوز (الإنجليزية)
- جون هرت على موقع مونزينجر (الألمانية)
- جون هرت على موقع قاعدة بيانات الأفلام العربية
- جون هرت على موقع ألو سيني (الفرنسية)
- جون هرت على موقع ميوزك برينز (الإنجليزية)
- جون هرت على موقع تيرنر كلاسيك موفيز (الإنجليزية)
- جون هرت على موقع أول موفي (الإنجليزية)
- جون هرت على موقع قاعدة بيانات الأفلام السويدية (السويدية)